# Eran Kolirin
Eran Kolirin (Holon, 4 de novembro de 1973) é um cineasta e roteirista israelense.